# Accord de libre-échange nord-américain
L’Accord de libre-échange nord-américain, généralement désigné sous l’acronyme ALENA (NAFTA en anglais et TLCAN en espagnol) est l'accord instituant une zone de libre-échange entre Canada, les États-Unis et le Mexique, de 1994 à 2020. Il est par la suite remplacé par l’Accord Canada–États-Unis–Mexique (ACEUM) le 1er juillet 2020.
.Traité économique ayant pour but de faciliter les échanges commerciaux entre les trois États d’Amérique du Nord, l'ALENA ne concerne finalement que deux frontières nationales communes. Il élimine la majorité des formes de barrières possibles pouvant nuire aux échanges de biens et services, de même qu’aux investissements faits entre ces derniers.
Regroupant trois pays faisant partie du Groupe des vingt (G20), dont les Etats-Unis, première puissance mondiale, l’ALENA est une entité régionale qui tient une place importante dans l’économie mondiale. Il s'agit par ailleurs du premier accord de libre-échange signé par les États-Unis avec un pays en développement (le Mexique).
En 2015 son marché de consommation rassemble alors 475 millions de personnes.

## Accords précédents
Le politologue Earl Fry considère la création de l’ALENA comme un « lent » et « laborieux » processus remontant aussi loin qu’au XVIIIe siècle.

### 1783 à 1945
La reconnaissance officielle de l’indépendance des États-Unis par la Grande-Bretagne en 1783, puis le déplacement des colons américains loyaux à la Couronne britannique dans les territoires nord-américains représente la première rupture entre le Canada et les États-Unis.
Alors que les Articles de la Confédération de 1781 prévoient que les colonies britanniques d’Amérique du Nord puissent la rejoindre à tout moment, aucune colonie britannique d’Amérique du Nord ne rejoint les États-Unis dans les décennies qui suivent l’indépendance des États-Unis. Les loyalistes exilés représentent donc la première figure de résistance à une éventuelle collaboration entre les États-Unis et le Canada.
En 1854, le traité de réciprocité canado-américain de 1854, aussi appelé traité Elgin-Marcy, instaure une première forme de libre-échange entre les États-Unis et les colonies britanniques d’Amérique du Nord. Bien que de courte durée [manque dates], ce traité instaure un précédent entre les deux nations.
Lors de la création du Dominion du Canada le 1er juillet 1867 avec l’entrée en vigueur de la Loi constitutionnelle de 1867, Sir John A. Macdonald essaye en vain de restaurer l’entente de libre-échange entreprise avec le traité de réciprocité canado-américain.
En 1911, une nouvelle forme d’accord bilatéral pour le commerce entre les États-Unis et le Canada voit le jour sous le gouvernement libéral de Sir Wilfrid Laurier. Mais les élections de la même année et la défaite du parti de Laurier y mettent toutefois aussitôt fin.

### Accord général sur les tarifs douaniers et le commerce (GATT): 1947 - 1989
Dès 1947, avec la signature de l’Accord général sur les tarifs douaniers et le commerce (GATT), le libre-échange entre en vigueur en Amérique. Les vingt-trois pays participants tentent alors de remédier au problème des barrières au commerce international qui se sont instaurées entre les pays après la Grande Dépression et la Seconde Guerre mondiale. La solution pour atteindre une réduction significative des tarifs et des quotas d’importation entre ces pays est alors de créer un accord qui vise à réduire les barrières commerciales de façon consentie entre les membres, dont fait partie le Canada.
A partir des années 1970, les relations s'amenuisent entre les deux pays, entre autres en raison des mesures protectionnistes adoptées sous la présidence de Richard Nixon et du repli nationaliste du Canada débuté avec le gouvernement de Pierre Elliott Trudeau . Deux dynamiques de politique intérieure canadienne viennent en particulier sur cette période complexifier la mise sur pied d'une union économique libérale avec les États-Unis. La première est l'élection au Québec du Parti québécois en novembre 1976 et la tenue du référendum québécois en mai 1980. La seconde est la création de Petro-Canada, organisme visant à nationaliser le commerce du pétrole, qui entraîne un mécontentement généralisé dans les provinces de l’Ouest.

### Accord de Libre Echange (ALE): 1989-1994
Les relations commerciales bilatérales entre le Canada et les États-Unis s’intensifient à partir de 1987 avec l’Accord de libre-échange entre le Canada et les États-Unis (ALÉ). Les négociations de l’accord à Québec débutent lors du « Shamrock Summit » entre le président des États-Unis Ronald Reagan, et le premier ministre du Canada Brian Mulroney, les 17 et 18 mars 1985. Après deux ans de négociations, l’accord est signé le 3 octobre 1987, pour entrer en vigueur le 1er janvier 1989.
Lorsque l’ALE entre en vigueur en 1989, le président du Mexique Carlos Sainas de Gortari ne reste pas indifférent. Il demande à l’administration George H.W. Bush de considérer l’ajout du Mexique dans un nouvel accord de libre-échange. Salinas croit alors fermement que le Mexique est prêt à libéraliser ses politiques économiques et à passer au statut de marché émergeant. L’entrée réussie du Mexique dans l’AGETAC trois ans plus tôt (en 1986), est en bonne partie responsable de cet entrain. Le Mexique est alors encore un pays en voie de développement et ses relations économiques et politiques avec les États-Unis sont relativement précaires. Pourtant, Carlos Sainas de Gortari demeurait convaincu qu’une entente bilatérale avec les États-Unis serait bénéfique aux deux parties. L’histoire lui donnera plutôt raison : en 2015, le PIB du Mexique le classe au 15e rang des pays riches, lui permettant de faire partie du G20.

## ALENA (1994-2020)

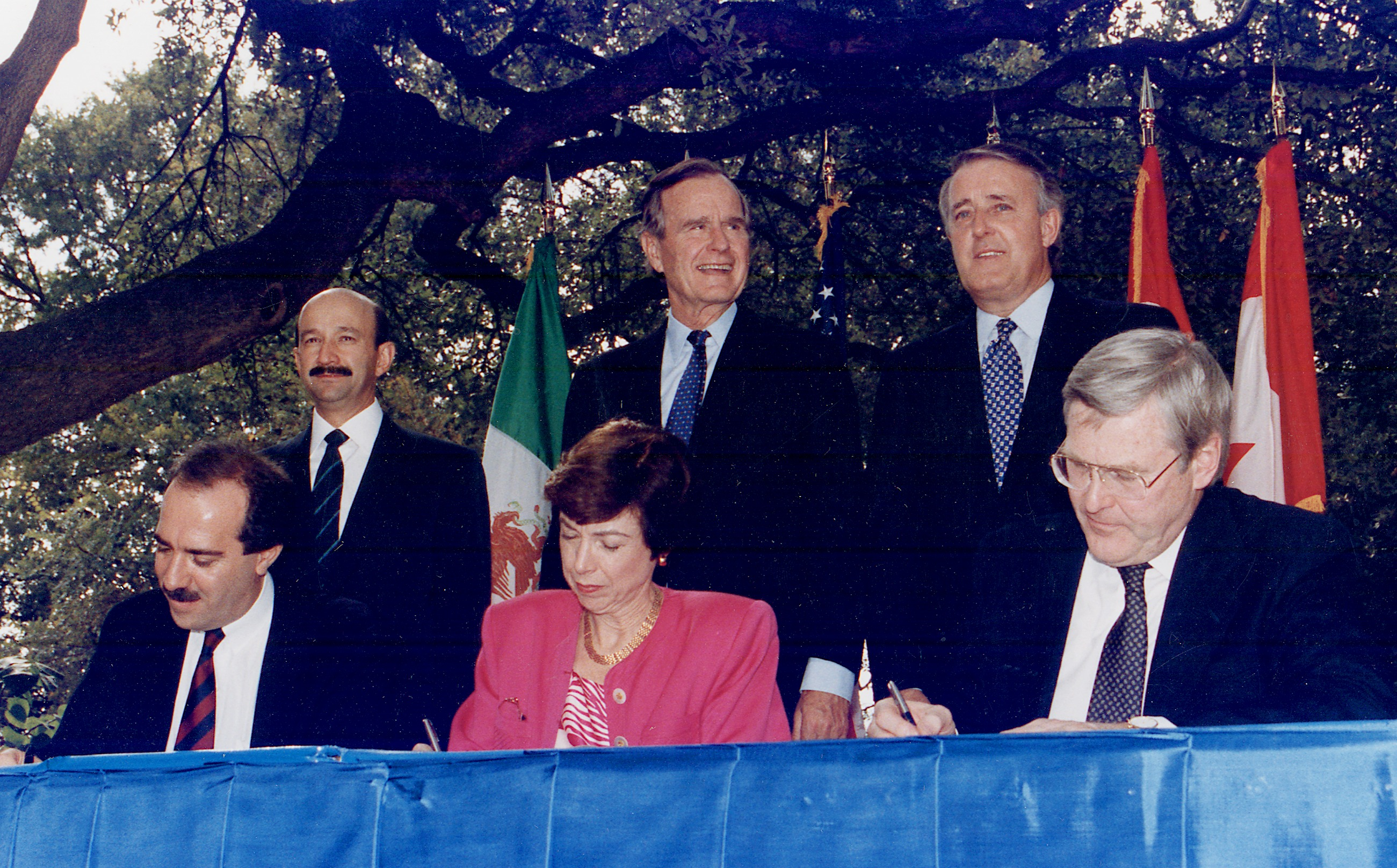
Signature de l'Accord de libre-échange nord-américain, en 1992.

### Un élargissement de l'ALE plutôt qu'une Zone de libre-échange des Amériques

#### Contexte global d'intégration économique régionale
Entre 1990 et 1994, plus de 15 accords bilatéraux sont signés. L’accord de libre-échange G3 entre le Mexique, le Venezuela et la Colombie entre également en vigueur. Il y a de fait une intensification de l’interdépendance régionale et le régionalisme ouvert s’intensifie partout dans le monde.
En 1994, deux grands phénomènes d’intégration économique régionale sont perceptibles à travers le monde : l’Union européenne (UE) et l’ALENA. Lorsque l’ALENA entre en vigueur au début de 1994, l’Union européenne réunit alors 12 pays membres. Au cours de l’année 1994, l’Autriche, la Finlande, la Norvège et la Suède achèvent leurs négociations pour leur adhésion à l’UE, alors que la Hongrie et la Pologne soumettent leurs demandes respectives.

#### Choix des États-Unis de maintenir leur leadership
Pendant ce temps, au sommet des Amériques de Miami en décembre 1994, un vaste projet d’intégration de 34 pays en Amérique est mis de l’avant par les États-Unis et défini par les 34 chefs d’État. Ce projet a pour nom la Zone de libre-échange des Amériques, désigné sous l’acronyme « ZLÉA ». Au même titre que l’Union européenne, la ZLÉA a pour objectif de jeter les bases d’une communauté des démocraties à une échelle continentale. Si ce projet n’entre finalement jamais en vigueur, il démontre néanmoins très clairement l’intérêt généralisé de l’époque pour le régionalisme et pour le passage quasi obligé entre l’économie nationale et une économie globale. Résultant de l’échec de la ZLEA, on trouve d’un côté le modèle de régionalisme promu par les États-Unis et l’ALENA, qui s’oppose à la création d’institutions supranationales et qui maintient les États-Unis en tant que pôle d’attraction des forces vives et des bénéfices de l’intégration continentale, et, de l’autre côté, le modèle d’intégration défendu et promu par l’UE, qui fonctionne « par le haut », c’est-à-dire à l’aide d’institutions principales et de règles qui régissent les différents membres de l’Union.

#### Élargissement de l'ALE finalement exclusivement mexicain
Cinq ans seulement après son entrée en vigueur (1989) , L’Accord de libre-échange entre le Canada et les États-Unis est remplacé en 1994 par  l’ALÉNA,.
Plutôt qu'un traité de libre-échange bilatéral avec le Mexique, les États-Unis priorisent donc une association trilatérale avec le Canada, sur la base générale de l’ALÉ. l'accord est signé par le premier ministre du Canada Brian Mulroney, le président des États-Unis George H. W. Bush et le président du Mexique Carlos Salinas de Gortari le 17 décembre 1992. Deux ententes parallèles en lien avec le travail et l’environnement sont par ailleurs discutées, ajoutées et signées en 1993.
L'élargissement de l'accord implique désormais de prendre en compte les besoins commerciaux de plus de deux pays, et l’accord est alors ouvert à d’autres pays d'Amérique. Le Chili notamment, signale son intérêt de se joindre à l’accord lors du Sommet des Amériques qui se tient à Miami en décembre 1994. Finalement non signataire, le Chili développera séparément des accord bilatéraux de libre-échange avec chacun des pays de l’ALENA. Sur ce point, les 34 chefs d’État et de gouvernement d’Amérique, bien qu’ils ne soient à priori pas inclus dans l’accord, s’entendent très bien sur la portée que doit avoir l’ALENA : « L'ALENA doit servir de fondement à l'extension graduelle du libre-échange à l'échelle hémisphérique ».
La ratification du traité prend fin au même moment que le Sommet des Amériques a lieu et l’ALENA entre officiellement en vigueur le 1er janvier 1994, pour une période de 26 ans.

### Réception mitigée

#### Mexique et en Amérique latine
L’exemple le plus concret de cette opposition à l’accord en Amérique latine est sans équivoque l’entrée sur la scène médiatique de l’Armée zapatiste de libération nationale (EZLN) le même jour que l’entrée en vigueur de l’ALENA. Cette opposition est menée par la communauté autochtone du Chiapas, au Mexique. Bien que le soulèvement de l'EZLN n’empêche pas l’application de l'ALÉNA, l’impact symbolique de son opposition radicale envers l’ouverture des marchés, et particulièrement envers l’ALENA, est quant à lui bien réel. Son opposition se fait l’écho d’une nouvelle radicalité présente en Amérique latine, de même qu’ailleurs à travers le monde.

#### Canada
Si l’idée d’une entente de libre-échange entre le Canada, les États-Unis et le Mexique est relativement bien reçue au Québec, elle provoque de vives oppositions dans les provinces anglophones du Canada, montrant une fois de plus une divergence d’opinions évidente entre le Canada anglais et les francophones. Les anglophones craignent l'américanisation, alors que le Québec voit dans l’ALENA une source de bienfaits d’avantages économiques et surtout une façon de développer son autonomie envers le pouvoir fédéral. Pour le Québec, le libre-échange continental est perçu comme une occasion privilégiée de faire valoir son identité et sa culture à l'échelle internationale. En pouvant participer à un cadre plus large et moins contraignant, et en transigeant avec d’autres partenaires que le Canada, le Québec cherche ainsi à se distinguer du Canada et à acquérir une plus grande liberté. À l’inverse, le Canada anglophone craint de façon fondée le poids et l’influence des États-Unis sur l’identité nationale canadienne et la structure sociopolitique du Canada, et conséquemment aussi du Québec.
De fait, dès les années 1960, avec le déclin des élites traditionnelles, le Québec illustre son intérêt pour une intégration nord-américaine. Cette intégration n’est pas perçue comme un obstacle à la culture et à l’identité nationale québécoise. Tenant à renforcer sa présence aux États-Unis, le Québec cherche alors, entre autres choses, à promouvoir ses intérêts et à améliorer ses marchés d’exportation. Le gouvernement québécois ouvre ainsi des délégations à Boston, à Chicago et à New York, pour assurer sa représentation. Dès les années 1980, le Québec tisse aussi des liens formels avec le Mexique à l’aide d’une délégation à Mexico.
Au moment de l’entrée en vigueur de l’ALENA, le Québec est la seule province canadienne à être officiellement présente au Mexique. À l’encontre du Canada anglophone, le Québec cherche donc visiblement à entrer dans une dynamique d’intégration continentale.

### Objectifs
Les objectifs tels qu’ils sont stipulés dans l’accord (Chapitre 1, article 102) sont les suivants :
- éliminer les obstacles au commerce des produits et des services entre les territoires des Parties et faciliter le mouvement transfrontière de ces produits et services ;
- favoriser la concurrence loyale dans la zone de libre-échange ;
- augmenter substantiellement les possibilités d'investissement sur les territoires des Parties ;
- assurer de façon efficace et suffisante la protection et le respect des droits de propriété intellectuelle sur le territoire de chacune des Parties;
- établir des procédures efficaces pour la mise en œuvre et l'application du présent accord, pour son administration conjointe et pour le règlement des différends ; et
- créer le cadre d'une coopération trilatérale, régionale et multilatérale plus poussée afin d'accroître et d'élargir les avantages découlant du présent accord[25].

En résumé, l’accord a comme objectif de stimuler le commerce entre les États-Unis, le Canada et le Mexique dans le but de créer de nouveaux emplois et d’amener une plus grande prospérité dans les trois pays. Comme le souligne Christian Deblock, au-delà de cette convergence d’intérêts, chacun des trois pays possède aussi des objectifs différents. D’abord, les États-Unis cherchent à faire du Mexique un modèle de développement, c’est-à-dire qu’ils souhaitent, par l’intermédiaire de l’ALÉNA, aider au progrès social du Mexique et lutter contre sa pauvreté. L’importance de l’ALÉNA pour les États-Unis est donc avant toute chose d’ordre politique au moment de son entrée en vigueur. Dans un autre ordre d’idées, les États-Unis cherchent également à avancer leur nouvel agenda commercial, dont l’élaboration du régionalisme en Amérique et dans le monde. Finalement, par la signature de ce traité, ils désirent aussi raviver la compétitivité et le recentrage économique, de même qu’éliminer le nationalisme économique. Le Mexique, quant à lui, cherche principalement à avoir un accès préférentiel, sécuritaire et élargi à son principal marché, soit celui des États-Unis. Le Canada partage également cet objectif en ce qui concerne les États-Unis. Le Mexique veut aussi relancer son économie et s’intégrer compétitivement dans l’économie mondiale en diversifiant ses échanges. Toujours selon Deblock, le Canada, de son côté, veut essentiellement régler quelques différends avec les États-Unis par rapport à l’ALÉ, donc au niveau bilatéral entre les deux pays.

#### Différence entre l’ALE et l’ALENA
Bien qu’il existe de nombreuses différences entre l’ALE et l’ALENA, on souligne généralement les particularités de l’ALENA par rapport à l’ALE par l’intermédiaire de deux innovations, soit le chapitre 11 et le chapitre 20.
Le chapitre 11 sur l’investissement permet de facto aux investisseurs, aux entreprises et aux sociétés d’intenter des poursuites directement envers un État selon le principe de non-discrimination. La plainte est amenée devant les tribunaux dès lors que ces derniers considèrent qu’il y a un empiètement des administrations locales sur le commerce transfrontalier ou bien sur les flux d’investissements directs. Autrement dit, le chapitre 11 vise à protéger les investisseurs étrangers de l’intervention de l’État, et nationaliser ou exproprier un investissement fait par un investisseur étranger faisant partie de l’accord est interdit.
le chapitre 20 instaure des dispositions institutionnelles pour régler d’éventuels différends. Il crée à cet effet la Commission de l’ALENA, mandatée pour mener à bien les négociations commerciales sur des points n’ayant pas été convenus initialement dans l’accord. À titre d’exemple, l’ALENA peut ainsi remettre en cause d’autres innovations incluses par les membres de l’accord dans d’autres ententes bilatérales, régionales ou multilatérales.
Bien que les trois pays membres de l’ALENA aient un système fédéral, les administrations locales et régionales ont eu très peu de pouvoir de négociation dans les débats préparant le nouvel accord de libre-échange. Par ailleurs, le chapitre 11 a sans équivoque ralenti certaines administrations locales dans leur application de politique de protection de l’environnement ou bien de santé publique.

## Perspectives

### Une hypothétique monnaie commune
Le projet d'une monnaie commune au Canada, États-Unis et Mexique n'a jamais été abordé officiellement par les gouvernements des pays de l'ALÉNA et n'est pas un de ses objectifs, bien qu'il ait fait et fasse toujours l'objet de discussions informelles dans les milieux financiers nord-américains.
L'ex-président mexicain Vicente Fox Quesada en a parlé en 2007 et a exprimé son espérance d'une meilleure intégration des pays de l'ALÉNA y incluant une éventuelle monnaie commune.
Cette hypothétique monnaie unique (qui de fait reviendrait pour les États-Unis et le Mexique à la situation d'avant 1857 où la pièce de 8 réaux espagnols — dite pièce de huit ou peso mexicain — équivalait à 1 dollar des États-Unis et y avait cours légal) est la cible de critiques au Canada et aux États-Unis, tant de groupes nationalistes de gauche comme de droite, de groupes d'extrême gauche que de groupes altermondialistes ou de groupes divers représentant des intérêts privés.
Elle serait en revanche bien accueillie par les Mexicains épargnants individuellement et/ou cotisant aux caisses de retraite, les mettant à leur avis à l'abri des dévaluations constantes du peso mexicain. Une monnaie commune leur assurerait également une plus grande sécurité en termes de stabilité et d'inflation.
Ce projet monétaire est brièvement revenu à l'actualité en octobre 2008 avec les crises financières.

## Les impacts de l’ALENA
La discussion autour des impacts de l’ALENA est hautement polarisée. Le sentiment général relativement à l’ALENA demeure également mitigé. De fait, il n’est pas le même dans chacun des trois pays (États-Unis, Canada, Mexique). Selon un sondage Gallup en 2008, l’accord soulève un appui d’environ 37% aux États-Unis, alors que 53% des résultats sont des opinions négatives. À l’inverse, au Canada, 51 % des personnes sondées ont une vision positive de l’accord contre 39 % qui ont des opinions négatives. Finalement, au Mexique, 39 % des personnes sont indécises ; environ 20 % ont des opinions favorables et 23 % des opinions défavorables.

### Retour sur les objectifs
En ce qui concerne les objectifs de chaque pays, là aussi il y a une forte divergence. La croissance économique du Canada et ses investissements à l’étranger reflètent un certain degré de réussite. Quant à sa crainte en lien avec la perte de souveraineté et l’influence des États-Unis, elle n’est toujours pas entièrement levée. Les États-Unis, quant à eux, sont peu satisfaits de l’accord notamment car il n’a à priori pas amélioré leur niveau de vie tel qu’il devait le faire. Leurs sources d’insatisfaction sont entre autres liées aux délocalisations au Mexique, à l’immigration clandestine et à l’insécurité à la frontière États-Unis/Mexique. Le Mexique, lui, se méfie également toujours des États-Unis et du Canada jusqu’à un certain point.
Quelques secteurs de l’agriculture au Mexique ont notamment été concurrencés par ceux du Canada et des États-Unis, alors bien plus compétitifs, et n’ont donc pas pu survivre. Enfin, en 2010, si la population mexicaine est sensible aux changements et à la modernisation économique, il n’en reste pas moins que les résultats sur le plan des revenus ne sont pas au rendez-vous. Dans tous les cas, l’ALÉNA n’est pas parvenu à créer la solidarité désirée entre les trois partenaires.

### Résultats économiques
Si l’on s’intéresse aux résultats économiques eux-mêmes, en chiffre global, l’ALÉNA semble pourtant être une réussite. En ce qui concerne le Québec, le chercheur Martin A. Andresen estime que « plus de 5 % des échanges avec les États-Unis s’expliquent par l’ALÉNA ». Avant la mise en place de l’accord, en 1993, le commerce trilatéral entre les États-Unis, le Canada et le Mexique s’élevait à 289 milliards de dollars, alors qu’il monte à plus de 1 000 milliards de dollars en 2012, ce qui équivaut à une hausse de 400 % en dollars nominaux. Par rapport aux flux d’investissements directs à l’étranger (IDÉ) entre les trois pays, ils ont quintuplé entre 1993 et 2012, passant de 128 milliards à 697 milliards de dollars.
Entre les mêmes années, les IDÉ américains au Canada passent de 70 milliards à 351 milliards de dollars tandis que ceux canadiens aux États-Unis évoluent de 40 milliards à 225 milliards de dollars. Pour ce qui est du Mexique, les investissements américains sont passés de 15 à 101 milliards de dollars, alors que les investissements mexicains aux États-Unis ont quant à eux dépassé les 15 milliards en 2013. Il s’agit d’une somme considérable quand on sait que l’investissement mexicain aux États-Unis en 1993 s’élevait à 1 milliard de dollars. De manière plus globale, de 1993 à 2013, le commerce bilatéral des États-Unis avec le Canada augmente de 200 %, tandis que celui entre les États-Unis et le Mexique augmente de 522 %. Sur la même période, les échanges de biens entre le Canada et le Mexique augmentent de 800 %. Ce pourcentage reste cependant à relativiser :  le taux d’échange de biens était initialement très bas, ce qui a pour conséquence d’établir un pourcentage d’échange plus ou moins significatif.

### Importation et exportation
Les importations américaines en provenance des autres pays de l’ALENA déclinent à partir des années 2000. Après la mise en vigueur de l’ALE, les importations américaines en provenance du Canada atteignent un pourcentage de 20,45 % et le sommet est atteint en 2001 avec 29,83 %. Pour le Québec, on passe d’un pourcentage de 3,44 % en 1989 à 5,10 % en 2001. Il descend par la suite à 2,36 % en 2008. Les importations américaines en provenance du Mexique sont celles qui maintiennent le pourcentage le plus constant entre la période allant de l’entrée en vigueur de l’ALENA à 2008 : il se situe à 7,43 % en 1994 et atteint son sommet en 1999 avec un pourcentage de 11,37 %. Son pourcentage descend légèrement en 2004 et passe à 10,92 %. Il maintient ensuite sa descente et tombe à 10,78 % en 2008.
La croissance des exportations du Québec vers les États-Unis prend rapidement de l’ampleur avec l’entrée en vigueur de l’ALÉNA à partir de 1994. Elle décline toutefois dès les années 2000. Les importations québécoises en provenance des États-Unis suivent essentiellement la même tendance : elles doublent pratiquement entre 1993 et 2000, puis, elles stagnent et diminuent. Son pourcentage déjà faible de 44,64 % en 1994 passe à 28,62 % en 2008. Dans l’ensemble, depuis l’entrée en vigueur de l’ALENA, l’importance des États-Unis dans les échanges commerciaux du Québec a diminué. En 1994, les États-Unis représentent 81,93 % des exportations du Québec, alors qu’en 2008, ce pourcentage passe à 72,17 %.
Depuis 2007, les exportations québécoises vers les autres provinces canadiennes occupent une part plus importante que les exportations vers les États-Unis. Puis, la composition des exportations change elle aussi pendant l’ALÉNA. Le Québec, qui se spécialise dans l’exportation de produits en haute teneur technologique en raison de ses industries aéronautiques, biopharmaceutiques et multimédias, exporte de plus en plus de produits à moyenne/faible teneur technologique à partir des années 2000, au détriment des exportations de produits à haute teneur technologique : elle passe de près de 34 % en 2000 à environ 25 % en 2008, alors que les exportations de produits à moyenne/faible teneur technologique passe d’approximativement 19 % en 2000 à 32 % en 2008.

### Tourisme et mobilité
En matière de tourisme et de mobilité des personnes à l’intérieur de l’espace nord-américain uni par l’ALENA, les opinions ne sont pas aussi polarisées que celles par rapport à l'économie. En raison de leur proximité, le Canada, puis le Mexique, restent respectivement les deux pays qui envoient le plus de visiteurs étrangers aux États-Unis. En outre, les Américains se placent au 1er rang des populations qui visitent le Canada et le Mexique. Toutefois, si l’on compare les chiffres entre 1989 et 2013, l’impact de l’ALÉNA demeure mitigé : 12,2 millions d’Américains visitent le Canada en 1989 contre 12 millions en 2013, alors que la population des États-Unis a augmenté de 70 millions pendant cette période. Du côté du Canada, le nombre de visiteurs canadiens aux États-Unis s’élève à 17 millions en 1989 et augmente à environ 23 millions en 2013. Considérant la population du Canada en 2013, qui se situe à plus ou moins 35 millions alors que celle des États-Unis est à peu près neuf fois plus grande, ces chiffres sont nettement plus significatifs que ceux des visites américaines au Canada. Quant au nombre de visiteurs entre le Mexique et les États-Unis, on dénote aussi une faible amélioration depuis l’ALENA : le nombre de visiteurs mexicains aux États-Unis passe de 9 millions en 1993 à 14 millions en 2013, tandis que les visiteurs américains au Mexique sont comptabilisés à 15 millions en 1993 contre un peu plus de 20 millions en 2013.

### L’ALENA après 2001
L’année 2001 marque un tournant important pour l’ALENA, tant au niveau des États-Unis et de ses frontières que pour le modèle de libre-échange et pour les projets régionaux d’intégration au niveau mondial.
Comme le souligne le sociologue québécois Dorval Brunelle, cette année est choisie comme tournant pour trois raisons. Premièrement, on remarque une ouverture face à la libéralisation des marchés par les organisations de la société civile (OSC) avec notamment la première tenue du Forum social mondial au Brésil et celle du 31e Forum économique mondial en Suisse. Deuxièmement, la Chine entre dans l’Organisation mondiale du commerce (OMC) en décembre de cette année. Or, après son adhésion à l’OMC, la Chine est rapidement devenue un partenaire indispensable pour chacun des membres de l’ALÉNA. De fait, la Chine est devenue le premier partenaire économique des États-Unis en 2014 et le deuxième du Canada et du Mexique. Les relations économiques bilatérales ont donc été progressivement remises à l’avant-plan, au détriment du commerce intrarégional. Et finalement, les attentats du 11 septembre ont changé radicalement l’attitude de Washington envers l’ouverture frontalière des États-Unis, y compris avec ses deux partenaires de l’ALÉNA.
Selon Earl Fry, depuis 2001, le Congrès et la Maison-Blanche auraient délaissé l’ALÉNA, et plus globalement les enjeux économiques nord-américains pour se lancer dans une militarisation à outrance. De fait, entre 2001 et 2015, le Gouvernement fédéral américain a pratiquement triplé le montant de sa dette. Quant aux rencontres avec les dirigeants du Canada et du Mexique, elles se font de moins en moins fréquentes à partir de 2001, et pour des décisions généralement peu marquantes. Ce que Fry appelle « l’obsession pour la sécurité » des Américains a sans équivoque nui aux relations entre les trois pays. Les contrôles de marchandises sont devenus beaucoup plus fréquents et ils ont indéniablement fait augmenter le coût des échanges commerciaux. À vrai dire, les frontières des États-Unis ont radicalement changé après les attentats : plusieurs projets de loi pour renforcer la protection des frontières, les uns après les autres, ont été proposés et le nombre d’agents frontaliers n’a jamais cessé de se multiplier. À partir de 2008, il est désormais nécessaire pour les Américains qui désirent retourner aux États-Unis après un séjour au Canada ou au Mexique de posséder un passeport biométrique. Or, en 2013, seulement 37 % des Américains en possèdent un. Ce fait explique entre autres pourquoi les voyages dans les pays voisins n’ont pas augmenté du côté américain malgré l’entrée en vigueur de l’ALENA.

## Renégociation de l’accord (ACEUM)

### Renégociation de l'ALENA en 2017-2018
L’une des promesses de Donald Trump lors de sa campagne présidentielle en 2016 est de renégocier l’ALÉNA pour que l’accord soit plus avantageux pour les États-Unis. Il dit notamment de l’ALENA qu’il s’agit du pire accord jamais conclu. Le 20 janvier 2017, le gouvernement du président Donald Trump déclare que « Le président veut renégocier l'ALENA. Si nos partenaires refusent une négociation qui apporte aux travailleurs américains un accord équitable, alors le président avertit que les États-Unis ont l'intention de quitter l'ALENA, car nous devons protéger nos frontières contre les ravages d’autres pays fabriquant nos produits, volant nos entreprises et détruisant nos emplois ». Washington prévoit notamment remédier au déséquilibre de sa balance commerciale avec le Mexique qui, de facto, est passée d’un excédent de 1,6 milliard en 1994 à un déficit de 63,2 milliards de dollars, accusant ainsi le Mexique de « faire fortune avec l’ALENA ». Cette attitude des États-Unis relativement à l’accord et à ses partenaires influence grandement le contexte de la renégociation, puisqu’ils menacent de mettre fin au traité si les négociations ne penchent pas rapidement en faveur de l’administration américaine.
Les négociations pour ce qui deviendra l’Accord Canada-États-Unis-Mexique (ACEUM) débutent le 16 août 2017 à Washington.
Les États-Unis, le Canada et le Mexique parviennent à une entente de principe qui met fin aux négociations le 30 septembre 2018. L’écart entre la fin des négociations et la mise en vigueur de l’ACEUM en juillet 2020 témoigne toutefois du travail qu’il reste encore à accomplir avant l’entrée en vigueur de l’accord.

### Contexte au Québec
Au moment où la négociation de l’ACEUM est mise en branle, plusieurs secteurs majeurs d’exportation du Québec sont déjà menacés ou en voie d’être visés par des tarifs additionnels avec le nouvel accord. De nombreux litiges commerciaux qui portent sur des produits exportés par le Québec sont de fait déjà en cours avec les États-Unis :
- Le 25 novembre 2016, la U.S. Lumber Coalition dépose une plainte auprès du Département du commerce (DOC) et de la Commission du commerce international des États-Unis en invoquant une concurrence, selon eux déloyale, de l’industrie canadienne sur les produits de bois d’œuvre résineux canadiens. La U.S. Lumber Coalition réclame une imposition de droits antidumping et compensateurs pour ce type de produit ;
- Le 20 avril 2017, le président américain Donald Trump signe un décret qui ordonne au secrétaire au Commerce des États-Unis, Wilbur Ross, d’enquêter sur les importations d’acier afin de constituer un dossier qui détermine si ces importations représentent une menace à la sécurité nationale américaine ;
- Une semaine plus tard, le 27 avril 2017, Donald Trump entreprend une enquête semblable pour les importations d’aluminium. La même journée, la compagnie Boeing dépose une plainte, toujours auprès du DOC et de la Commission du commerce international des États-Unis, dans laquelle elle demande l’imposition de droits antidumping et compensateurs pour les aéronefs CSeries faits par Bombardier et vendus aux États-Unis ;
- Le 9 août 2017, soit une semaine avant le lancement des négociations de l’ACEUM, l’entreprise américaine North Pacific Paper Company contacte le DOC afin de déposer une plainte à l’égard de l’industrie papetière canadienne. Encore une fois, en guise de réparation, on demande l’imposition de droits antidumping et compensateurs, mais cette fois-ci sur le papier non couché à base de pâte thermomécanique qui est importé du Canada[57].

En présence de tous ces litiges, Frédéric Legendre, directeur des accords commerciaux au ministère de l'Économie et de l'Innovation du Québec, et Laurie Durel, candidate au doctorat en études internationales, insistent tout particulièrement sur l’importance primordiale pour le Québec de participer aux renégociations de l’ALENA, ce qu’il fera en participant activement à plusieurs négociations afin de notamment défendre l’intérêt de ses entreprises, de réglementer les services et d’imposer des normes par rapport aux réglementations environnementales et au droit du travail.